# Bitconnect
Bitconnect (abrev: BCC) é uma criptomoeda criada em 15 fevereiro de 2016. A criptomoeda possui código aberto feita em C++ que contem como Função hash criptográfica a Scrypt, a moeda ficou famosa após denúncias de ser um esquema fraudulento de alto rendimento. Em 17 de janeiro de 2018, depois das denúncias o Bitconnect teve uma bruta queda do seu valor e teve suas atividades encerradas. As denuncias alegaram que a moeda tinha como base um esquema Ponzi, estes esquemas envolvem a promessa de pagamento rendimentos anormalmente altos que não seriam realizadas na pratica, como foi o proposto de "até 120% de retorno ao ano", "40% por mês" ou até "1% por dia, independentemente das condições do mercado". 

## História
Em 2016 foi criado a moeda Bitconnect Coin com a promessa de ser uma moeda inovadora, para ajudar novos usuários a ter educação em criptomoedas e com um retorno de 1% ao dia. Logo mais em 2017, um ano após o lançamento, o Bitconnect chegou a ser uma das 20 moedas mais fortes do mercado de criptomoeda valendo US$1.43 bilhão, logo mais em dezembro de 2017 a moeda atingiu seu ápice chegando a valer cada unidade US$437, com um valor de mercado de US$2.7 bilhões, entretanto, no início de 2018 teve uma queda bruta do valor de 98% devido a denúncias de ser um esquema Ponzi. Em 2019 o Federal Bureau of Investigation (FBI) dos Estados Unidos iniciou as buscas por possíveis vitimas do esquema do Bitconnect, essas vítimas se organizaram para denúncias tanto a organização Bitconnect, quanto os quem ajudou a divulga-los, como é o caso do YouTube que foi acusado de negligência em não policiar o conteúdo de seu site.

## Investimentos
O BitConnect se dizia ser uma plataforma open source que prover oportunidade de múltiplos investimentos para a educação em criptomoeda, provendo quatro formas de ganhar moedas que são: Stake, Invest, Trade e Mine.
Stake (Prova de participação): Ganho de moedas por ter moedas na carteira BitConnect wallet, as moedas são dadas em troca de manter a segurança da rede. Este investimento promete ate 120% de retorno por ano. Esta forma de renda funcionaria a partir do 15º dia guardando moedas Bitconnect. Os criadores consideram esse investimento como seguro.
Invest (Investir): Ganho de moedas ao fazer empréstimos. Ao emprestar moedas por um período de 120 a 300 dias, um bot oficial do BitConnect iria aplicar o dinheiro. Esta opção teria dois tipos de retorno, o primeiro mensal de acordo com a volatilidade da moeda e um diário de ate 0.25%, a depender do investimento inicial, apenas no final do período escolhido o montante seria devolvido ao usuário. Para o investimento é necessário ter inicialmente o BitConnect Coin que poderia ser obtido por trocas utilizando o Bitcoin.
Trade (Trocas): Ganho de moedas utilizando o mercado, comprando BitConnect coin, por um preço baixo, e vendendo a um preço mais elevado. Opção de maior risco associado. 
Mine (Minerar): Ganho de BitConnect coin minerando, A mineração do BitConnect pode ocorrer via GPU ou CPU e não necessita de um circuito específico (ASIC). Para este método, existia dois modos de mineração o modo solo em que o usuário ficaria com 100% do lucro da mineração e contaria apenas com os próprios esforços para realizar a prova de trabalho e o modo grupo, onde o lucro seria repartido proporcional ao esforço computacional no grupo. No site oficial existia uma lista de grupos recomendados.

## Processos Judiciais
Após o fechamento do Bitconnect seus gestores Gleen Arcano e Ryan Maasen foram acusados, por um grupo de investidores que somam mais de US$ 770.000,00 em prejuízo, de manter um esquema Ponzi e outras violações como incentivo fraudulento, práticas comerciais injustas, conspiração civil, envolvimento com a venda de títulos não registrados e fraude ao exagerar sobre os possíveis retornos.
Ainda em 2018, o chefe local da Índia, Divyesh Darji, foi preso no aeroporto de Délhi , Darji foi acusado de enganar investidores obtendo assim US$ 12,7 bilhões através da Bitconnect.in, a divisão indiana da Bitconnect.

## Futuro
Mesmo com os processos judiciais em andamento, no final de 2017, foi criado uma moeda o BitConnectX (abrev: BCCX)
, que supostamente chegou a valer US$ 250,00. Entretanto, rapidamente a moeda foi adicionada na lista negra de criptomoedas. Logo após em 2019 foi anunciado o lançamento de uma terceira tentativa, a BitConnect 2.0 (BT2), que seria uma nova moeda feita utilizando como base na criptomoeda Ethereum utilizando o padrão de contrato ERC-20, a nova moeda continua com uma proposta de ter codigo aberto e descentralizado como  a versão original, o Bitconnect. A versão 2.0 tem como inovação o pagamento de uma taxa de 8% que sera aplicada a qualquer transação, seja ela de compra ou venda, este valor de 8% seria repartido entre todos usuários que possuírem o tolken do Bitconnect. Nos site oficial, os criadores afirmam que usuários estão obtendo lucro diário de 0.05% ate 2%, contudo, ainda antes do lançamento os meios de comunicações receberam a notícia de forma negativa desencorajando usuários a investir nesta nova moeda. 

## Meme (Internet)
Um pouco antes do seu auge, em 28 de outubro de 2017, o BitConnect realizou sua primeira (e única) cerimônia anual em Pattaya, cidade da Tailândia. Nesta conferencia um dos investidores Carlos Mattos fez uma apresentação e um testemunho entusiasmado sobre a criptomoeda, o que o levou a Mattos se tornar um meme da internet, sendo posteriormente utilizado na campanha de marketing da criptomoeda e da sua versão 2.0. Este meme levou a ate usuários relatarem que gostariam de comprar o BCC para utilizar como um item colecionável.